# Iwona Kuczyńska
Iwona Kuczyńska (22 februari 1961) is een tennisspeelster uit Polen.
In 1988 won ze met Martina Navrátilová het WTA-toernooi van Filderstadt.
Zij woonde samen met haar partner, tennisspeelster Jana Novotná, in Tsjechië.